# Pierre Dyserinck
Pierre Dyserinck (Aalbeke, 30 april 1937 - Brugge, 2006) was een Vlaams schrijver.

## Levensloop
Pierre Dyserinck studeerde in Gent tropische landbouwwetenschappen en vertrok naar Belgisch-Congo. Na de Congolese onafhankelijkheid kwam hij naar België terug en werd er verzekeringsinspecteur.
Een depressie maakte dat hij door zijn psychiater werd aanbevolen zich op het schrijven toe te leggen. Hij kreeg reputatie en werd onder meer lid van de Vereniging van Vlaamse Misdaadauteurs.

## Publicaties
- 100 kistjes v oor Galutopia, roman, 1970.
- Als Engels raaigras, roman, 1971.
- Cap Blanc-Nez, roman, 1974.
- In een wolk van 4711, poëzie, 1977.
- De grensganger, roman, 1979.
- De fluwelen giftand, misdaadroman, 2001.
- Brave, hoorspel.